# 르포 시대공감
《르포 시대공감》은 2001년부터 2004년까지 방송되었던 iTV 경인방송 시사 교양 프로그램이다.